# Phàn Chi Hoa
Phàn Chi Hoa (攀枝花市 - Phàn Chi Hoa thị) là một địa cấp thị thuộc tỉnh Tứ Xuyên, Cộng hòa Nhân dân Trung Hoa. Tổng dân số là 1,2 triệu người.

## Các đơn vị hành chính
Địa cấp thị Phàn Chi Hoa quản lý các đơn vị cấp huyện sau:
| Map | Map       | Map    | Map          | Map                    | Map        | Map            |
| --- | --------- | ------ | ------------ | ---------------------- | ---------- | -------------- |
|     |           |        |              |                        |            |                |
| #   | Name      | Hanzi  | Hanyu Pinyin | Population (2004 est.) | Area (km²) | Density (/km²) |
| 1   | Đông      | 东区   | Dōngqū       | 320,000                | 167        | 1,916          |
| 2   | Tây       | 西区   | Xīqū         | 160,000                | 124        | 1,290          |
| 3   | Nhân Hòa  | 仁和区 | Rénhé Qū     | 200,000                | 1,727      | 116            |
| 4   | Mễ Dịch   | 米易县 | Mǐyì Xiàn    | 200,000                | 2,153      | 93             |
| 5   | Diêm Biên | 盐边县 | Yánbiān Xiàn | 200,000                | 3,269      | 61             |